# Tiro con l'arco ai Giochi della XXVII Olimpiade
Si sono svolti 4 eventi: le gare individuali maschili e femminili.

## Risultati

### Uomini
| Evento                          | Oro                                                  | Argento                                               | Bronzo                                           |
| Individuale maschile (dettagli) | Simon Fairweather                                    | Vic Wunderle                                          | Wietse van Alten                                 |
| Squadre maschile (dettagli)     | Corea del Sud Jang Yong-ho Kim Chung-tae Oh Kyo-moon | Italia Matteo Bisiani Ilario Di Buò Michele Frangilli | Stati Uniti Butch Johnson Rod White Vic Wunderle |

### Donne
| Evento                           | Oro                                                 | Argento                                                     | Bronzo                                                       |
| Individuale femminile (dettagli) | Yun Mi-jin                                          | Kim Nam-soon                                                | Kim Soo-nyung                                                |
| Squadre femminile (dettagli)     | Corea del Sud Kim Nam-soon Kim Soo-nyung Yun Mi-jin | Ucraina Nataliya Burdeyna Olena Sadovnycha Kateryna Serdyuk | Germania Barbara Mensing Cornelia Pfohl Sandra Wagner-Sachse |

## Medagliere
| Posizione | Paese         |   |   |   | Totale |
| --------- | ------------- | - | - | - | ------ |
| 1         | Corea del Sud | 3 | 1 | 1 | 5      |
| 2         | Australia     | 1 | 0 | 0 | 1      |
| 3         | Stati Uniti   | 0 | 1 | 1 | 2      |
| 4         | Italia        | 0 | 1 | 0 | 1      |
| 4         | Ucraina       | 0 | 1 | 0 | 1      |
| 6         | Germania      | 0 | 0 | 1 | 1      |
| 6         | Paesi Bassi   | 0 | 0 | 1 | 1      |
| Totale    | Totale        | 4 | 4 | 4 | 12     |